# Sara Hansson
Sara Hansson (née le 10 mars 1986 à Alingsås) est une auteure de bande dessinée suédoise. Son album autobiographique Vi håller på med en viktig grej a reçu la principale distinction suédoise de bande dessinée en 2012.

## Distinction
- 2012 : Prix Urhunden du meilleur album suédois pour Vi håller på med en viktig grej